# Campionato europeo maschile di pallacanestro 1949
Il 6º Campionato Europeo Maschile di Pallacanestro FIBA (noto anche come FIBA EuroBasket 1949) si è tenuto dal 15 al 22 maggio 1949 ad Il Cairo in Egitto.
I Campionati europei maschili di pallacanestro sono una manifestazione biennale tra le squadre nazionali organizzata dalla FIBA Europe.
Partecipano sette nazionali, la formula prevede un girone unico in cui tutte le squadre si affrontano 
tra di loro una volta. La vittoria vale due punti e la sconfitta uno. Non sono previsti playoff, si aggiudica il campionato la squadra che ottiene più punti. Da notare che su 7 squadre ben 4 non sono europee.

## Sede delle partite
| Città      | Impianto                                    |
| ---------- | ------------------------------------------- |
| Heliopolis | Parquet allestito direttamente sulla sabbia |

## Girone Unico
| Team           | V - P | Pf - Ps   | Pt | +/-  |
| -------------- | ----- | --------- | -- | ---- |
| 1. Egitto      | 6 - 0 | 346 - 216 | 12 | +130 |
| 2. Francia     | 5 - 1 | 281 - 199 | 11 | +82  |
| 3. Grecia      | 4 - 2 | 269 - 241 | 10 | +28  |
| 4. Turchia     | 3 - 3 | 247 - 256 | 9  | -9   |
| 5. Paesi Bassi | 2 - 4 | 174 - 255 | 8  | -81  |
| 6. Siria       | 1 - 5 | 219 - 287 | 7  | -68  |
| 7. Libano      | 0 - 6 | 183 - 265 | 6  | -82  |

| Gara | Team 1      | Team 2      | 1.T.  | 2.T.  | Supp. | Finale |
| ---- | ----------- | ----------- | ----- | ----- | ----- | ------ |
| X1   | Grecia      | Paesi Bassi | 21:11 | 25:17 | –     | 46:28  |
| X2   | Egitto      | Siria       | 33:27 | 38:17 | –     | 71:44  |
| X3   | Libano      | Grecia      | 14:24 | 22:21 | –     | 36:45  |
| X4   | Francia     | Paesi Bassi | 30:13 | 28:12 | –     | 58:25  |
| X5   | Paesi Bassi | Siria       | 22:21 | 18:16 | –     | 40:37  |
| X6   | Francia     | Libano      | 16:13 | 27:13 | –     | 43:26  |
| X7   | Grecia      | Turchia     | 20:18 | 34:23 | –     | 54:41  |
| X8   | Francia     | Turchia     | 25:24 | 22:9  | –     | 47:33  |
| X9   | Libano      | Siria       | 13:16 | 15:22 | –     | 28:38  |
| X10  | Paesi Bassi | Egitto      | 10:27 | 13:27 | –     | 23:54  |
| X11  | Francia     | Grecia      | 32:22 | 9:14  | –     | 41:36  |
| X12  | Libano      | Egitto      | 14:28 | 16:29 | –     | 30:57  |
| X13  | Siria       | Turchia     | 15:24 | 18:19 | –     | 33:43  |
| X14  | Libano      | Paesi Bassi | 13:15 | 9:19  | –     | 22:34  |
| X15  | Turchia     | Egitto      | 27:25 | 17:32 | –     | 44:57  |
| X16  | Siria       | Grecia      | 24:19 | 21:30 | –     | 45:49  |
| X17  | Turchia     | Paesi Bassi | 22:16 | 16:8  | –     | 38:24  |
| X18  | Egitto      | Grecia      | 15:20 | 35:19 | –     | 50:39  |
| X19  | Francia     | Siria       | 25:12 | 31:10 | –     | 56:22  |
| X20  | Turchia     | Libano      | 20:25 | 28:16 | –     | 48:41  |
| X21  | Francia     | Egitto      | 16:36 | 20:21 | –     | 36:57  |

## Classifica Finale
| Campione d'Europa | Campione d'Europa | Campione d'Europa |
| --- | ----------------- | --- |
| Egitto4 Montassir, 5 Nessim, 6 el-Kheir, 7 Tadros, 8 Saleh, 9 Catafago, 10 Hafez, 11 Abbas, 12 el-Rashidi, 14 Abou Ouf, 15 Youssef, 16 Soliman, 18 Batanouni, 20 Saki, All. Nello Paratore |                   | |
| Argento | Francia           | Francia3 Buffière, 4 Perniceni, 5 Quiblier, 6 Swidzinski, 7 Chocat, 8 Salignon, 9 Freimuller, 10 Busnel, 11 Dessemme, 12 Vacheresse, 13 Devoti, 14 Desaymonet, 15 Favory, 16 Guillou, All. Robert Busnel                     |
| Bronzo | Grecia            | Grecia3 Taliadōros, 4 S. Apostolidīs, 5 A. Apostolidīs, 6 Arvanitīs, 7 Skylakakīs, 8 Nomikos, 9 Mīlas, 10 Pantazopoulos, 11 Spanoudakīs, 12 Lamprou, 21 Matthaiou, 22 Mpournelos, 30 Kōstopoulos, All. Giōrgos Karatzopoulos |
| 4. | Turchia           | Turchia3 Barokas, 4 Seldüz, 5 T. Tankut, 6 H. Tankut, 7 Öztürk, 8 Habib, 9 Tekeli, 10 Uras, 11 Partener, 12 Koray, 13 Yalım, 14 Göreç, 15 Benazus, All. -                                                                    |
| 5. | Paesi Bassi       | Paesi Bassi3 van der Veen, 4 van der Valk, 5 Losekoot, 6 Hau, 7 H. Koper, 8 J. Koper, 9 van Someren, 10 van de Broek, 11 Hille, 20 Brandt, All. Dick Schmüll                                                                 |
| 6. | Siria             | Siria4 Shawki, 5 Khayat, 6 Nashawi, 7 Fo. Habash, 8 Abouhitian, 9 Qoudsi, 10 Sharaf, 11 Fe. Habash, 12 Shukri, 13 Nael, 14 Mashnouq, 15 Tinawi, All. -                                                                       |
| 7. | Libano            | Libano3 Rababeh, 4 Idilibi, 5 Arbagi, 6 Harfoush, 7 Fawaz, 9 Diarbekirian, 10 Mekkawi, 11 Berberian, 12 Fathallah, 13 Mamou, 14 Georgio, 15 Dergarabedian, 18 Itani, 20 Dabbous, All. Ahon Kadian                            |

## Premi individuali
- MVP del torneo:  Hüseyin Öztürk